# اوکوو (استان اشوی‌داشکسیه)
اوکوو (به لهستانی: Okół) یک منطقهٔ مسکونی در لهستان است که در گمینا باوتوو واقع شده‌است. اوکوو ۹۳۰ نفر جمعیت دارد.